# Selydove
Selydove (Oekraïens: Селидове) of Selidovo (Russisch: Селидово) is een mijnstadje in oblast Donetsk, in het oosten van Oekraïne. De plaats ligt 42 kilometer ten noordwesten van het centrum van de stad Donetsk en achttien kilometer ten zuidoosten van Pokrovsk. Selydove maakt deel uit van rajon Pokrovsk. 
De plaats werd door Kozakken tussen 1770 en 1773 gesticht met de naam Selydivka (Селидівка). In 1956 verkreeg Selydove de status van stad en werd omgedoopt tot de huidige naam. Tijdens de Russische invasie van Oekraïne sinds 2022 werd Selydove eind oktober 2024 door het Russische leger veroverd.